# Attaque du 24 décembre 2002 à Kostajnica
L'attentat du 24 décembre 2002 près de Konjic a eu lieu dans le village de Kostajnica, où Muamer Topalovic a tué trois membres de la famille croate Andjelic et en a blessé un autre. L'incident a eu lieu lors du réveillon de Noël.

## Déroulement des faits
Topalovic a ouvert le feu avec une arme automatique en pénétrant dans la maison des Andjelic, une famille d'origine croate qui venait de revenir dans la région. Après avoir fui, l'homme a été interpellé quelques jours plus tard.

## Victimes
L'auteur de l'attaque a tué Anđelko Anđelić et ses deux filles Mara et Zorka dans leur maison familiale, et a gravement blessé le troisième enfant Marinko.

## Enquête
L'accusé a reconnu avoir commis le triple meurtre, mais a nié l'intention ethnique derrière l'attaque, expliquant qu'il avait voulu intimider la famille croate et attirer l'attention du public sur ce qu'il percevait comme une injustice envers les musulmans. Il a cité l'injustice à l'encontre des musulmans dans le monde, faisant référence à des événements en Irak, en Palestine et en Bosnie-Herzégovine. Pour lui, c'était une expérience spirituelle héroïque. Il accomplissait la volonté d'Allah.
Comme il l'a déclaré dans un épisode de la série Krvni delikti, il a expliqué que le conflit entre les Serbes et les Musulmans en 1993 avait gâché le Ramadan pour les Musulmans, car il s'était produit le dernier jour du Ramadan. C'est pourquoi le tueur, Topalović, a décidé de "leur choisir délibérément Noël pour se venger".
Le suspect a aussi avoué qu'il appartenait à deux organisations islamiques, Jemiet el Furkan et la Jeunesse Islamique Active. La première est directement, et l'autre indirectement, sponsorisée par des forces islamistes fondamentalistes en provenance d'Arabie Saoudite.

## Suites judiciaires
Topalović a été condamné à 35 ans de prison, et les membres blessés de la famille ont demandé une indemnisation en justice en 2010. Après plusieurs années de procédures judiciaires, la famille a réussi à obtenir la reconnaissance de son droit à une indemnisation et a demandé une compensation pour le meurtre. Le tribunal municipal de Konjic a rendu une décision non définitive en 2012, selon laquelle Topalović et la Fédération de Bosnie-Herzegovine devaient solidairement verser 201 590 marks à la famille. La cour régionale de Mostar a annulé cette décision.
La Cour suprême de la Fédération de Bosnie-Herzégovine a rejeté la demande de compensation comme infondée, concluant qu'en l'occurrence, la Fédération n'était pas responsable de l'indemnisation. Le Tribunal constitutionnel de Bosnie-Herzégovine a accepté l'appel des parties lésées le 11 janvier 2017, affirmant que leurs droits à un procès équitable avaient été violés, car la Cour suprême avait appliqué les règlements en vigueur de manière arbitraire. Le Tribunal constitutionnel a annulé l'arrêt de la Cour suprême de la Fédération et lui a ordonné de prendre une nouvelle décision en procédure accélérée.